# Sully (film)
Sully – amerykański dramat filmowy z 2016 w reżyserii Clinta Eastwooda, z Tomem Hanksem i Aaronem Eckhartem w rolach głównych, według scenariusza na podstawie książki pilota Chesleya Sullenbergera o locie US Airways 1549.
American Film Institute nagrodził obraz Eastwooda tytułem jednego z dziesięciu najlepszych filmów roku Top Ten Films of the Year w 2016.

## Fabuła
Film przedstawia wydarzenia z 15 stycznia 2009 oraz to, co je poprzedziło. W scenach retrospekcyjnych przedstawiona została w zarysie biografia amerykańskiego pilota Chesleya Sullenbergera, który uratował wszystkich pasażerów i załogę Airbusa A320 po zderzeniu ze stadem dzikich gęsi, przez co zostały uszkodzone oba silniki. Podjął trudną próbę wodowania samolotu na rzece Hudson w centrum aglomeracji nowojorskiej, która ostatecznie okazała się udana.

## Obsada
W filmie wystąpili:
- Tom Hanks jako Chesley "Sully" Sullenberger
- Aaron Eckhart jako Jeff Skiles
- Laura Linney jako Lorraine Sullenberger
- Mike O’Malley jako Charles Porter
- Anna Gunn jako Elizabeth Davis
- Jamey Sheridan jako Ben Edwards
- Ann Cusack jako Donna Dent
- Jane Gabbert jako Sheila Dail
- Molly Hagan jako Doreen Welsh
- Holt McCallany jako Mike Cleary
- Patch Darragh jako Patrick Harten
- Chris Bauer jako Larry Rooney
- Michael Rapaport jako barman Pete
- Christopher Curry jako Rob Kolodjay
- Jerry Ferrara jako Michael Delaney
- Sam Huntington jako Jeff Kolodjay
- Max Adler jako Jimmy Stefanik
- Wayne Bastrup jako Brian Kellly
- Purva Bedi jako kioskarka
- Grant Roberts jako Franco Santini
- Graham Sibley jako Carlo Alfonso
- Gary Weeks jako reporter
- Tracee Chimo jako Evelyn May
- Robert Pralgo jako lekarz
- Clayton Landey jako Arnie Gentile
- Ahmed Lucan jako taksówkarz